# Зарафа (мультфільм)
«Зарафа» (фр. Zarafa) — французький анімаційний фільм студії Pathé, заснований на реальній історії жирафи Зарафи. Прем'єра відбулась 8 лютого 2012 року у Франції.
Мультфільм було номіновано на премії «Енні» та «Сезар».

## Синопсис
Історія хлопчика Макі, який втік з полону работорговців і зустрівся з жирафою Зарафою. Макі і Зарафа стали добрими і нерозлучними друзями, але несподівано з'явилися мисливці і схопили Зарафу: єгипетський паша Мухаммед Алі вирішив відправити тварину у подарунок французькому королю Карлу X. Щоб звільнити Зарафу Макі вирушає за нею у велику та небезпечну подорож з Африки до Парижу.

## Ролі озвучували
- Макс Ренаудін — Макі
- Сімон Абкарян — Гассан
- Франсуа-Ксав'є Демезон — Малатерре
- Вернон Добчефф — мудрий старий
- Роже Дюма — Карл X
- Роніт Елькабец — Бубуліна
- Мухаммед Феллаг — Махмуд
- Тьєррі Фремон — Морено
- Мустафа Стітті — Мухаммед Алі
- Філіп Мор'є-Жану — Сент-Ілер

## Нагороди
- Премія «Енні» (номінація)
- Премія «Сезар» (номінація)